# 桜木ひな
桜木 ひな（さくらぎ ひな、1999年8月27日 - ）は、日本のアイドル。神奈川県出身。

## 略歴
所属事務所はアテナ音楽出版（～2015年12月）。Production-I（2015年1月～2018年3月）。後述のようにRynRyn☆ミどろっぷオリジナルメンバーであり、2015年2月14日よりアイロボにも結成メンバーとして参加。2021年10月30日をもってアイロボ卒業。

## 人物
趣味はディズニーランドでパレードを見ること、特技は阿波踊り

## 出演

### テレビ
- TOKYO MX「おはよう！アイドル長屋REMIX」（2018年12月25日）
- Kawaiian TV「アイドリーーーム!!」（2015年11月8日）

- テレビ東京「絶対！知るべきすちゃん ～今知るべき10のエンタメ～」（2015年6月6日）

### 舞台
- ヒロセプロジェクト「神さまと過ごした10日間」（2013年4月4日 - 7日、ラゾーナ川崎プラザソル）

### 雑誌
- TRASH-UP!! vol.21（株式会社トラッシュアップ - 2015年1月）
- moecco Vol.29（マイウェイ出版 - 2010年12月）

### ユニット
- RynRyn☆ミどろっぷ（2012年2月～2016年3月）

　　桜木ひな　（2012年2月～2016年3月）
　　藤野志穂　（2012年2月～2014年9月）
　　安藤穂乃果（2012年2月～2015年4月）
　　星名はる　（2014年11月～2016年3月）
- campus（2016年4月～2018年5月）

　　桜木ひな、星名はる、香取美咲、桜庭あやね、仲原愛菜、友喜愛乃、大空美月、滝川愛莉
　　橋束咲希、藤井琴心、鈴谷瑞紀、陽向菜月、佐倉羽海、ひのいあさひ、葉月きら、星月香那
- アイロボ（2015年2月～）

　　末永みゆ、高岡未來、桜木ひな、星名はる、川原かな、美咲姫、末永ゆき